# Vindusara moorei
Vindusara moorei là một loài bướm đêm trong họ Geometridae.